# Nonostante le apparenze... e purché la nazione non lo sappia... All'onorevole piacciono le donne
Nonostante le apparenze... e purché la nazione non lo sappia... All'onorevole piacciono le donne è un film del 1972, diretto da Lucio Fulci. Alla sua uscita nelle sale cinematografiche italiane provocò grande scandalo e venne subito ritirato per essere successivamente riproposto, ampiamente tagliato, con il divieto ai minori di 18 anni. È anche noto semplicemente come All'onorevole piacciono le donne.

## Trama
A Palazzo Montecitorio sono in corso le elezioni del presidente della Repubblica Italiana. I candidati principali sono l'onorevole Giacinto Puppis, già presidente del Consiglio a suo tempo, e il senatore Torsello. Puppis si reca ad accogliere la presidentessa della Repubblica dell'Uria: mentre è in corso la cerimonia di accoglienza, l'onorevole tocca il sedere della presidentessa.
L'atto viene colto da un filmato che finisce nelle mani di padre Lucion, un frate molto amico del politico. Padre Lucion convoca Puppis e gli comunica che è in corso un ricatto. Puppis non ricorda niente dell'accaduto e pensa inizialmente a un fotomontaggio, ma una volta visionato il filmato si rende conto che l'azione è stata compiuta da lui. Puppis è un uomo casto ed inibito che solo di recente ha "scoperto" il sesso, ed è preda di una forte libidine che ne condiziona il rapporto con l'altro sesso. Padre Lucion consiglia all'amico di recarsi in un convento per curarsi.
Puppis, dopo averci pensato, accetta l'offerta e dichiara pubblicamente di andare in ritiro spirituale. Una volta arrivato al convento, ubriaco e scoraggiato, Puppis viene accolto da padre Shirer, un frate psichiatra tedesco, e dalle sue procaci suore. Tramite l'ipnosi, Puppis confessa a padre Shirer il suo problema, ma la permanenza dell'uomo causa problemi alla castità delle ragazze.
Intanto a Roma le autorità controllano il telefono dell'onorevole, ignare del vero motivo dietro la sua assenza. Intercettando una telefonata tra Puppis e padre Lucion, la polizia si convince che è in atto un tentativo di colpo di Stato. Anche l'esercito e i servizi segreti iniziano a indagare.
A loro volta, le istituzioni vengono tenute sotto controllo dalla criminalità organizzata. Un gruppo di mafiosi decide di avvertire il potente cardinale Maravidi, mentore di Puppis ed apparentemente uno dei veri detentori del potere politico in Italia. Un flashback mostra il passato di Puppis e il suo essere legato al Vaticano e a una rigida morale cattolica, cresciuto nella vocazione verso la politica e nel disprezzo verso le donne.
Il cardinale Maravidi, che non esita a "canonizzare", ovvero a far uccidere e trasformare in statue religiose gli oppositori, è infuriato per la libidine di Puppis, ritenendola un problema molto grave che potrebbe compromettere la stabilità del potere. Intanto, nel convento, Puppis descrive i suoi sogni erotici a padre Shirer. La notte seguente, Puppis, preda del sonnambulismo, molesta il frate; svegliato in tempo, Puppis sente di essersi liberato dal raptus, e torna a Roma.
Padre Shirer scopre però che Puppis ha abusato di ben ventuno suore del convento, andando ben oltre il suo raptus. Sconvolto, il frate si reca a casa di Puppis, ma qui scorge il cardinale Maravidi ed è vittima di infarto, sconvolto dalla paura. Ignaro di tutto, Puppis si reca al Quirinale, per partecipare alla cerimonia della festa della Repubblica. Qui l'onorevole si scopre tutt'altro che guarito e ha un rapporto sessuale "improvvisato" tra i cespugli con la moglie dell'ambasciatore francese. L'autista dell'onorevole scopre intanto il cadavere di padre Shirer e corre ad avvertire Puppis, ma viene bloccato e rapito da un gruppo di mafiosi fedeli al cardinale. 

Il cardinale Maravidi

Tornato a casa, Puppis riceve la visita di suor Delicata, l'unica suora del convento rimasta vergine. Suor Delicata inizia a provocare l'onorevole, spogliandosi e inducendolo a frustarla per espiare le sue colpe. Puppis inizialmente sembra soccombere, ma alla fine i due iniziano a baciarsi, mentre irrompono nell'appartamento i mafiosi.
Puppis e suor Delicata riescono a fuggire dalla finestra e si rifugiano in un albergo, dove possono avere rapporti sessuali. I due vengono però raggiunti dal cardinale e dai suoi uomini, che rapiscono la suora. Puppis si ribella al cardinale e comunica il suo ritiro dalla vita politica; Maravidi per tutta risposta mostra a Puppis i cadaveri delle vittime di Maravidi, che sono stati "canonizzati" in statue di cera. Puppis cede ed accetta la richiesta del cardinale di continuare la sua carriera politica.
C'è però un ultimo ostacolo tra Puppis e il Quirinale: il concorrente alla presidenza Torsello. Il cardinale Maravidi risolve il problema facendolo uccidere in un attentato in aereo: Puppis può finalmente venire eletto presidente della Repubblica. Al Quirinale, Puppis si reca al corpo canonizzato di Suor Delicata e si raccoglie in preghiera, confondendo i presenti. Puppis quindi fa il suo primo discorso ufficiale in veste di presidente della Repubblica, mentre nello stesso istante un concorrente di un quiz televisivo risponde a una domanda e inizia sguaiatamente a ridere, ignaro dei gravi avvenimenti in corso nel paese.

## Produzione

### Soggetto e sceneggiatura
L'idea del film venne allo sceneggiatore Ottavio Jemma, durante la lavorazione di Una lucertola con la pelle di donna dello stesso Fulci. Jemma propose al regista romano alcuni suoi appunti per una commedia politica e, dopo che questi ne ebbe reagito positivamente, i due cominciarono a stenderne insieme un trattamento intitolato Nel supremo interesse della nazione, che raccontava la carriera politica di un esponente del partito di maggioranza, fiancheggiato dalla mafia e dal Vaticano.
Fin dalla stesura del soggetto, i riferimenti all'allora presidente del Consiglio Emilio Colombo erano chiari, sebbene Lucio Fulci abbia sempre dichiarato che la somiglianza tra Lando Buzzanca e il politico democristiano fosse del tutto casuale.
La prima stesura del copione presentava molte differenze con il film effettivamente girato: si trattava infatti di una commedia amara in cui i contenuti di critica e denuncia sociale risultavano decisamente più enfatizzati rispetto al film poi realizzato. La storia narrava dell'onorevole Santo Schinnasi (poi divenuto Giacinto Puppis), che trama con ogni mezzo a sua disposizione per diventare ministro della Giustizia. Le figure del suo autista personale, del cardinale colluso con la mafia e degli stessi mafiosi sono invece già presenti, però la parte erotica è qui ben poco presente. Il copione fu presentato al produttore Edmondo Amati, che lo volle però mettere in cantiere più come una pellicola di cassetta; a tal fine ne, spinse dunque gli autori ad incrementarne il taglio erotico ed ad ingaggiare nomi ben noti per il pubblico italiano dell'epoca, imponendosi soprattutto sul coinvolgimento di Laura Antonelli. Proprio per venir incontro alle richieste del produttore, infatti, Jemma e Fulci aggiunsero all'intreccio il personaggio di suor Delicata.
Per la stesura definitiva, Jemma e Fulci furono aiutati da Sandro Continenza. Stando a quanto dichiarato da Lucio Fulci, alla sceneggiatura avrebbe collaborato, ovviamente non risultandovi poi accreditato, anche il giornalista di destra Luciano Cirri, cosa però smentita da Jemma, che dichiarò invece che Fulci gli si fosse rivolto unicamente per qualche suggerimento.

### Cast
Come protagonista fu scelto Lando Buzzanca, allora all'apice del successo con le sue svariate prestazioni da mattatore nell'ambito della commedia sexy all'italiana. I rapporti tra il regista e l'attore furono ottimi, mentre furono difficili quelli tra Fulci e Laura Antonelli. L'attrice infatti non voleva assolutamente effettuare scene di nudo e questo causò delle continue liti tra i due, che non si rivolsero la parola per tutto il tempo delle riprese.
Inizialmente, il ruolo del cardinale fu offerto a Vittorio Gassman, che rifiutò la proposta in quanto riteneva il film troppo volgare. Il ruolo fu così affidato a Lionel Stander. Il resto del cast principale presenta attori all'epoca molto noti, tra i quali Renzo Palmer, che interpreta padre Lucion, e Anita Strindberg nel ruolo della moglie dell'ambasciatore francese sedotta da Puppis tra i cespugli.

### Riprese
Le riprese del film iniziarono il 20 settembre del 1971 e durarono sei settimane. Il titolo di lavorazione era L'onorevole piace alle donne. Il film fu girato a Roma, a Bagnaia, in alcune chiese sconsacrate dell'Umbria e al Sacro Speco di Subiaco.
Il trucco del film fu effettuato da Giannetto De Rossi, che aveva già lavorato con Fulci ne I maniaci. Secondo De Rossi, Fulci gli chiese di far assomigliare il più possibile Buzzanca ad Emilio Colombo. Oltre al trucco dell'attore, De Rossi effettuò anche le scenografie del sogno di Puppis. La fotografia fu curata da Sergio D'Offizi, mentre il montaggio fu effettuato da Vincenzo Tomassi, alla sua prima collaborazione ufficiale con Lucio Fulci, in quanto in Una lucertola con la pelle di donna ne fu accreditato solo come supervisore. Il segretario di produzione del film fu Fabrizio De Angelis, che in seguito diventerà il suo produttore di fiducia.

### Doppiaggio
Il doppiaggio, affidato alla Cine Video Doppiatori, vede il cardinale Maravidi (Lionel Stander) doppiato da Corrado Gaipa, che però appare anche nel film come attore, nel ruolo di don Gesualdo, venendovi perciò doppiato a sua volta da Elio Zamuto. In alcune sequenze il cardinale e Don Gesualdo parlano animatamente fra loro, e si nota il bisticcio del doppiaggio, per il quale la voce di Gaipa si rivolge all'attore Gaipa, il quale risponde con una voce non sua.

## Distribuzione

### Date di uscita
Una volta effettuati i tagli imposti dalla censura, il film uscì nelle sale cinematografiche italiane il 16 marzo 1972, vietato ai minori di 18 anni. Il successo di pubblico si estese anche all'estero, soprattutto in Brasile, dove divenne uno dei maggiori incassi nella storia del paese sudamericano. Negli Stati Uniti d'America il film fu distribuito nel novembre 1975, con il titolo di The senator likes women, in un'ulteriore versione censurata della durata complessiva di 95 minuti.
In Germania Ovest il film venne distribuito il 18 aprile 1974, con il titolo di Der lange Schwarze mit dem Silberblick; mentre in Francia il 21 luglio 1976, con il titolo di Obsédé malgré lui, ma esiste anche un titolo alternativo, Le député plait aux femmes. Nel Regno Unito il film uscì come The Eroticist e come The Senator Likes Women... Despite Appearances and Provided the Nation Doesn't Know.
In Argentina il film venne distribuito con i titoli di Al senador le gustan las mujeres e, per il mercato dell'home video, El senador le gustan las mujeres; in Australia come Lucio Fulci's The Eroticist; in Brasile come O Deputado Erótico; in Spagna come A su excelencia le gustan las mujeres; in Finlandia come Senaattori eksyy erotiikkaan; in Grecia come O entimotatos... agapa tis gynaikes!; in Polonia come Lubieznik. In Italia il film è uscito in DVD in versione censurata, mentre la versione integrale è disponibile nel DVD inglese pubblicato dalla Severin (in lingua italiana sottotitolata), in cui è presente come extra il documentario intitolato A history of Censorship, che presenta interviste a Lando Buzzanca, a Giannetto De Rossi e a Sergio D'Offizi.

### Censura

Il sogno erotico dell'onorevole Puppis

Quando Lucio Fulci e Edmondo Amati si recarono alla Terza commissione di censura, per far vedere il film ultimato, i due non trovarono nessuno in sala di proiezione, e scoprirono che il film era stato proiettato al Viminale, di fronte ai maggiori esponenti della Democrazia Cristiana.
Il 28 gennaio 1972 la censura respinse il film, che il 3 febbraio fu sequestrato per oscenità. Amati ricorse in appello e scrisse una lettera a Il Messaggero, in cui sosteneva che si stesse cercando di bloccare il film perché infastidiva gli uomini politici. Successivamente, il produttore proiettò il film privatamente per la stampa. I giornalisti che videro il film sostennero che i reali motivi del sequestro riguardavano gli aspetti di satira politica e di denuncia sociale, piuttosto che la presunta oscenità.
Lucio Fulci dichiarò: «Il mio telefono cominciò a non funzionare. Strani ometti, col distintivo SIP, ma senza la I, venivano a "ripararlo". Sotto casa, tutti i giorni, c'era sempre un signore in una Cinquecento che leggeva tranquillamente il giornale. Persino una delle mie figlie, che allora erano piccolissime, notò che il giornale era sempre di uno stesso giorno». Ottavio Jemma invece dichiarò che, prima di uscire nelle sale cinematografiche, il film fu proiettato privatamente nella saletta della presidenza del Consiglio, dinanzi allo stato maggiore della DC.
In difesa del film intervenne anche un movimento di opinione contro la censura, che tramite lettere ai maggiori quotidiani italiani rivendicò la libertà d'espressione. L'ambiente ufficiale del cinema invece non intervenne in difesa della pellicola. Jemma dichiarò che un noto sceneggiatore gli chiese se secondo lui All'onorevole piacciono le donne fosse veramente un film per il quale l'Associazione Nazionale degli Autori Cinematografici dovesse intervenire.

Suor Delicata

Durante il riesame della pellicola, la censura propose ampi tagli a cui Amati dovette sottostare pur di farla circolare nei cinema. Secondo lo stesso regista, furono effettuati tagli per un totale di 800 metri e le scene eliminate non furono quelle erotiche, bensì quelle riguardanti la polizia e i rapporti tra mafia e Chiesa. Leggendo la sceneggiatura originale, i critici cinematografici Paolo Albiero e Giacomo Cacciatore sono giunti alla conclusione che le scene che effettivamente mancano nel film ultimato sono cinque, cioè quelle che criticano e ridicolizzano fortemente le istituzioni. Le sequenze mancanti sono le seguenti:
1. Il commissario Nardone e il colonnello Leopardi che si recano in contemporanea ad arrestare il cineoperatore che ricatta Puppis, arrivando però troppo tardi poiché l'uomo è stato già rapito dalla mafia per essere ucciso;
2. La scena seguente, poi, in cui la polizia, arrivata sul luogo prima dei carabinieri, arresta per errore questi ultimi, provocando una grottesca serie di equivoci e minacce reciproche;
3. Un'altra scena seguente in cui, durante un dialogo con un generale dei carabinieri, il capo della polizia afferma di aver punito col trasferimento a Filicudi i responsabili dell'incidente di cui prima;
4. Il cineoperatore che viene interrogato dai mafiosi, all'interno della fabbrica dove si realizzano le statue di cera;
5. Il brusco e violento interrogatorio del commissario Nardone a Carmelino, l'autista di Puppis, per scoprire dove si sia recato l'onorevole, in cui il funzionario minaccia l'autista di gettarlo dalla finestra, per cui questi gli svela il rapporto tra il cardinale Maravidi e il mafioso Don Pafundi (alias Don Gesualdo), alché Nardone caccia subito in malo modo Carmelino, straccia i verbali ed allontana i poliziotti presenti.

Secondo la figlia di Fulci, Antonella, tra le altre sequenze girate e successivamente eliminate ve n'erano alcune consistenti in riprese nascoste di veri uomini politici italiani dell'epoca in occasione della tradizionale parata della Festa della Repubblica.

## Accoglienza

### Incassi
Il film in Italia incassò complessivamente 1.379.169.256 lire.

### Critica
Alla sua uscita il film ottenne critiche perlopiù negative. Tullio Kezich scrisse: «ingiudicabile come prodotto artistico, All'onorevole piacciono le donne è un fenomeno interessante sotto il profilo sociologico». Con il passare del tempo alcuni critici non cambiarono idea, come Paolo Mereghetti, che definisce il film «consueta commedia scollacciata e vuota».
Paolo Albiero e Giacomo Cacciatore hanno invece scritto: «Etichettato in modo sbrigativo, il film è in realtà uno spaccato tagliente, un apologo crudele e spietato dei pochi splendori e delle tante miserie italiane: dal popolo alla chiesa, dalle forze dell'ordine alla classe politica. L'occhio cinico di Fulci, come suo costume, non risparmia niente e nessuno», e hanno definito la sequenza finale «una delle immagini più terrificanti del lungo viaggio di Fulci nell'orrore». La rivista Nocturno sostiene che «Al di là dei momenti in cui il grottesco gli prende un po' troppo la mano, il film di Fulci dimostra come si possa anche far ridere parlando di cose serie».